# Фумайоло
Гора Фумайоло (італ. Monte Fumaiolo) — гора, що розташована на півдні Північних Апеннін та належить до Тоскано-Еміліанських Апеннін (Appennino tosco-emiliano).
 Знаходиться на відстані 70 км від міста Чезена, та на відстані 83 км від міста Форлі
.

## Етимологія
З італійської італ. Fumaiolo  перекладається як «Димова труба». Це свідчить, що ця гора отримала ім'я ще тоді, коли була діючим вулканом.

## Географія
Гора Фумайоло стоїть в регіоні Емілія-Романья, майже на кордоні з Тосканою. Вона має висоту 1407 метрів, що є типово для Апеннін (хоча найвища для цієї гірської системи гора Корно-Гранде має висоту 2912 м).
Фумайоло виходить на емілія-романьськї села:

італ. Verghereto.

італ. Balze di Verghereto,

італ. Bagno di Romagna,

Ця гора, серед іншого, відома завдяки  показним буковим лісам відомим італ. Faggete — «Фаджетте», які легко можна відвідати за допомогою доступної мережі пішохідних шляхів; а найвідоміша вона тим, що тут починається стародавній Тибр, а також ріка Савіо

## Фумайоло як туристичний об'єкт
Фумайоло з її незайманими лісами, окрім місця незабрудненої природи, є ідеальним туристичним місцем для піших походів, гірських велосипедів, вільного сходження, катання на конях та зимових видів спорту.

Вся територія захищена і є доступною для туризму влітку та взимку. Тут є лижні та гірськолижні траси обладнані під'йомниками, є обладнання для сноубордів, тюбінгу та снігоходів, також налагоджено прокат лиж, черевиків та гірських велосипедів.

Розташована тут 5-кілометрова гірськолижна траса, відома як «Кільце Фумайоло», що простягається до джерела річки Тибр.

Все облаштовано як для невимогливих, так і для досвідчених гірськолижників, в т.ч. наявною системою штучного снігу.

## Джерело ріки Тибр
На південному схилі гори Фумайоло недалеко від села італ. Balze di Verghereto в регіоні Емілія-Романья, у прекрасному буковому лісі на висоті 1268 метрів над рівнем моря за кілька метрів одне від одного раніше  було два джерела, з яких брав свій початок славнозвісний Тибр (італ. Tevere). Зараз з тих двох є активним лише одне джерело, проте це місце й досі називається в множині — «Вени Тибру»:
«Le Vene del Tevere»

У 1927 році за диктатора Беніто Муссоліні тут була встановлена антична мармурова колона з Римського форуму. На ній було вирізьблено: 
QUI NASCE IL FIUME SACRO AI DESTINI DI ROMA -
 (Тут бере початок ріка освячена долею Рима)
Муссоліні, бажаючи зазначити зв'язок фашистського режиму з давньоримською імперією, наказав увінчати колону орлом, символом Рима, а з трьох боків — вовчими головами, кожна з яких тримає в зубах кільце.

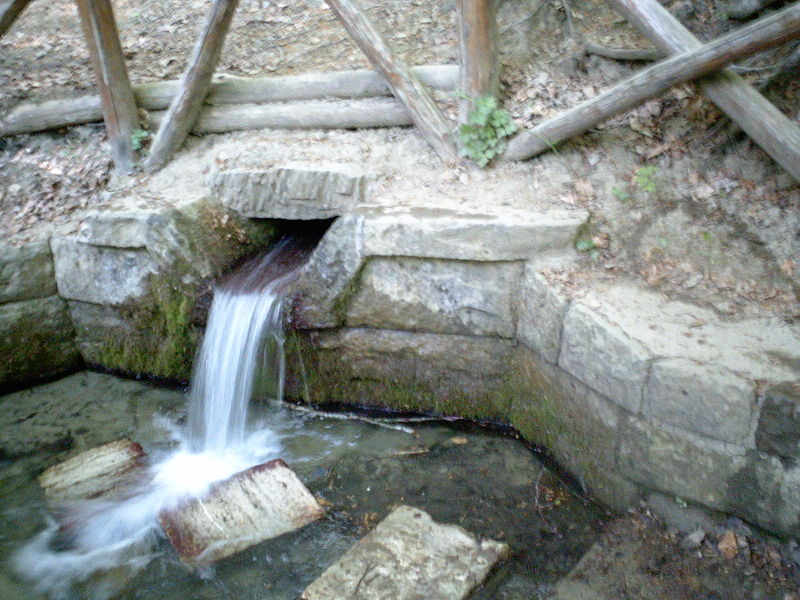
Джерело Тибру
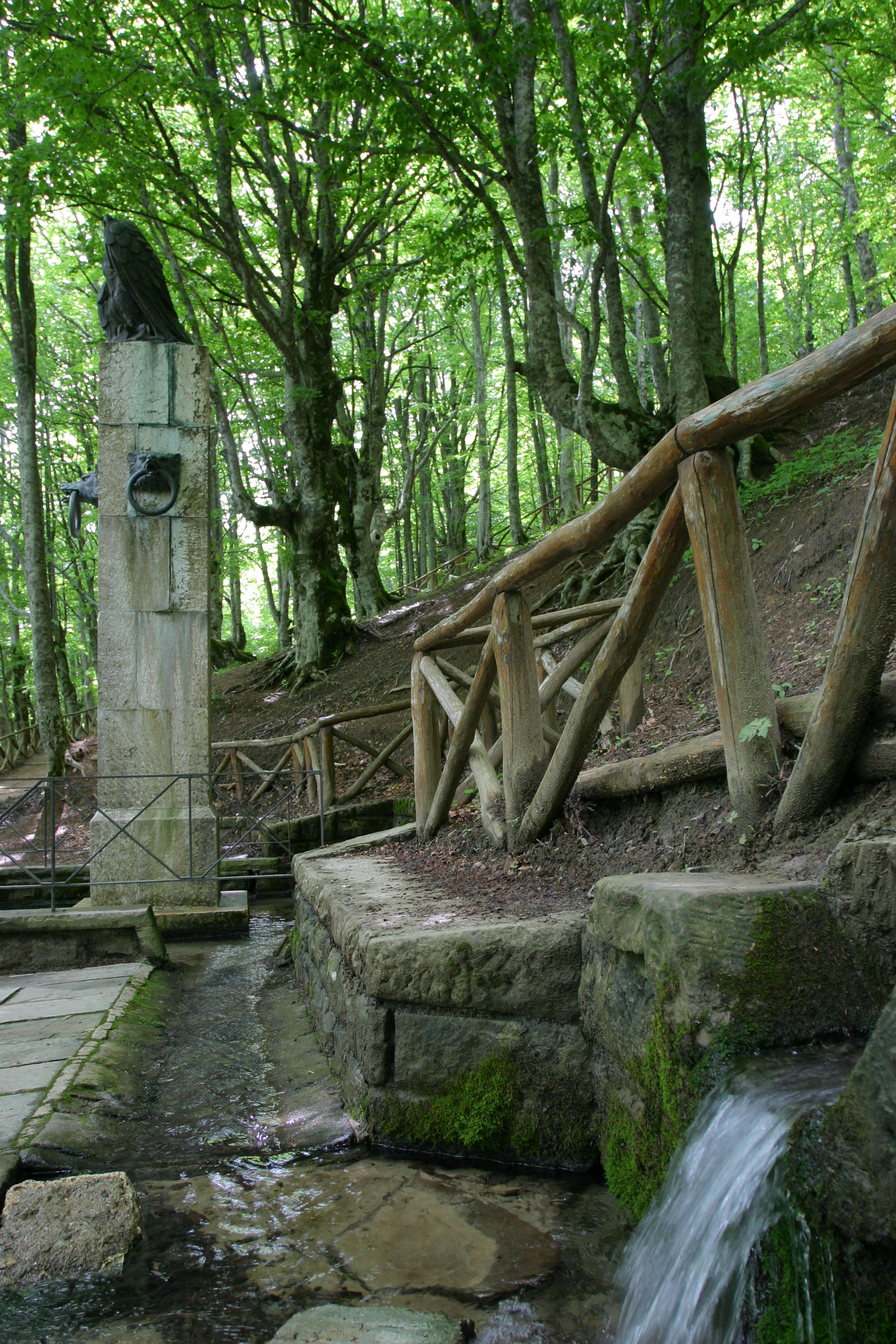
Джерело Тибру (вигляд збоку)
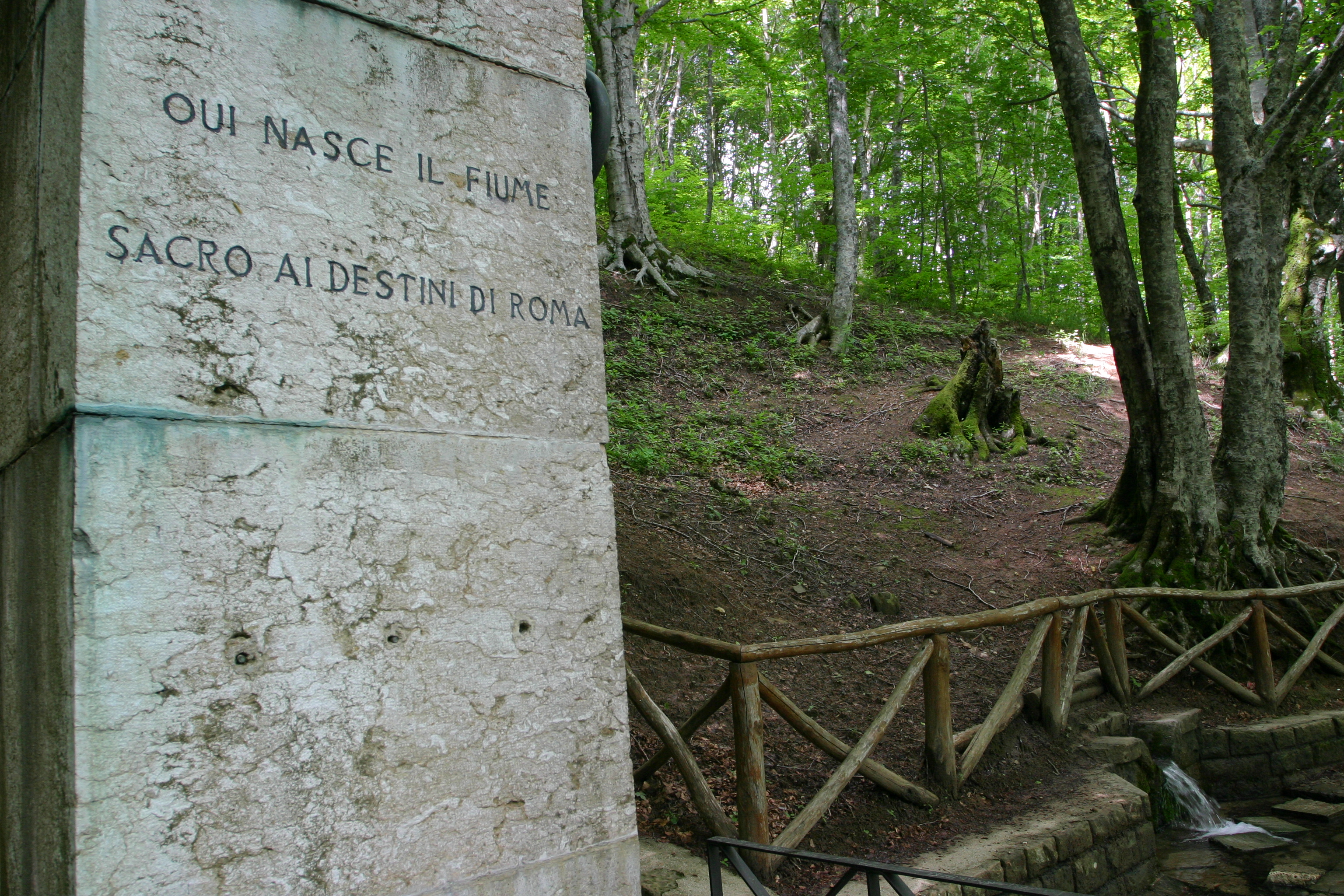
Напис, зроблений Муссоліні
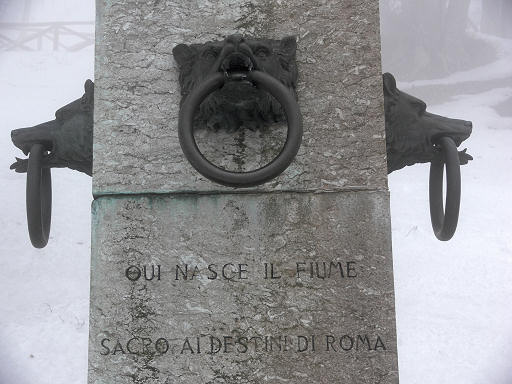
Напис та орнаменти
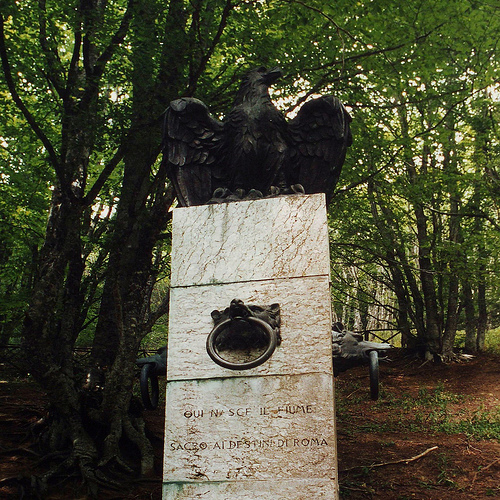
Орел на колоні